# Heliaeschna ugandica
Heliaeschna ugandica – gatunek ważki z rodziny żagnicowatych (Aeshnidae).